# Harry Croner
Harry Croner est un photographe allemand né le 16 mars 1903 à Berlin et mort le 27 septembre 1992 dans la même ville.

## Biographie

### Pendant la guerre 1939-45
De l'arrivée des allemands à Paris en juin 1940 à mai 1941, il travaille pour la Propagandakompanie.
Le 14 mai 1941, il est dépêché auprès de Theodor Dannecker pour photographier la rafle du billet vert au gymnase Japy. La plupart des photos prises par Harry Croner pendant son reportage ne sont pas validées par la propagande nazie. Seules sept photos ont été validées par la propagande nazie, dont une montrant la gendarmerie française au travail dans les camps de travail du Loiret. Cette photo a été sélectionnée par la propagande nazie car elle montre la collaboration de la gendarmerie française, identifiable par son képi. Cette même photo sera utilisée par Alain Resnais dans son film Nuit et brouillard en 1956. Mais la photo est censurée et le film est retiré de la programmation du Festival de Cannes 1956.
Après son travail de commande auprès de Theodor Danneker, Harry Croner photographie le stand de tir de Balard et une réception à l'ambassade d'Allemagne.
Le travail de reporter pour la propagande nazie couvrira 98 photos sur 5 planches contact. Ce reportage est retrouvé par des collectionneurs et vendu au Musée de la Shoah.
Quelques mois après son reportage sur la rafle du billet vert, Harry Croner est déclaré inapte au travail, la Wehrmacht ayant découvert que son père est juif. Il rentre alors à Berlin et retrouve son magasin Croner Foto dans le quartier Wilmersdorf. Il doit l'abandonner en 1943 à  cause de ses origines juives. Il est envoyé dans un camp de travail en 1944 et est libéré par les Américains en 1945.

### Photojournaliste spécialisé dans la vie culturelle 1946-1989
En 1989 Harry Croner vend son fonds photographique au Stadtmuseum de Berlin : 350 000 tirages originaux et 1,3 million de négatifs couvrant la période après la seconde guerre mondiale.
Le musée de Berlin monte une exposition sur Harry Croner en 2015.
Parmi les portraits présents dans son fonds d'archive il y a John Fitzgerald Kennedy avec Willy Brandt, Marlène Dietrich, Orson Welles, Ava Gardner et Klaus Kinski.